# Adventskirken

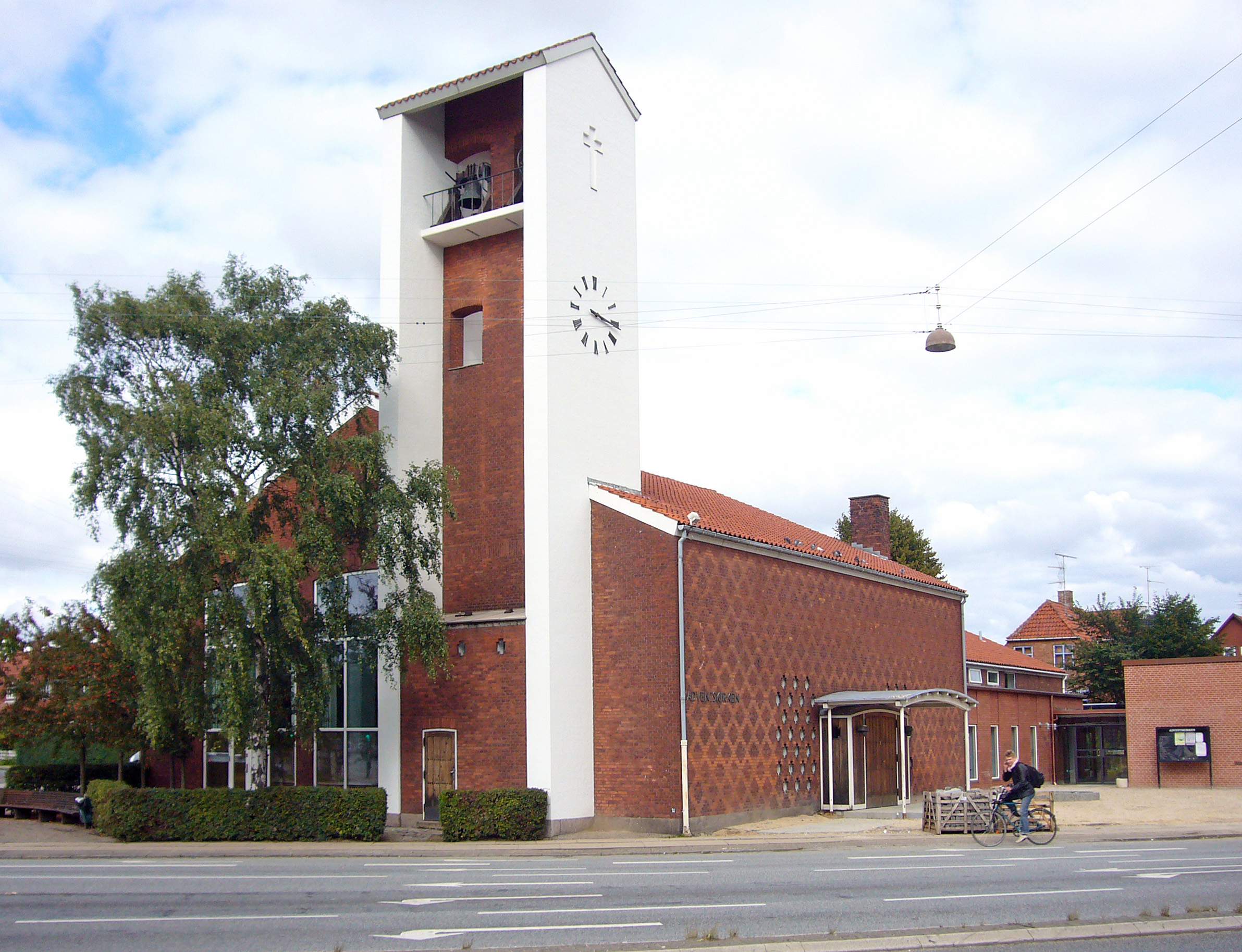
Adventskirche

Die Adventskirche (dänisch Adventskirken), auch Kirche der Jugend (dänisch Ungdommens Kirke) genannt, ist eine Kirche der Dänischen Volkskirche. Sie liegt an der Ecke Jyllingevej/Sallingvej im Kopenhagener Stadtteil Vanløse.

## Geschichte
1938 schlug der Kirkefondet (Kirchenstiftung) vor, dass die christliche Kopenhagener Jugend eine Kirche bauen sollte. Das Bauprojekt hieß „Kirche der Jugend“; später wurde die Kirche zu Adventskirche umbenannt. Die Kirche wurde nach einem Architekturwettbewerb gebaut, den die Kirchenstiftung 1940 ausgeschrieben hatte. Der Architekt der Kirche war der königliche Bauinspektor Erik Møller. Die Kirche wurde von der Kirchenstiftung mit Geldern gebaut, die von christlichen Jugendkorps und Vereinen in Dänemark gesammelt wurden. Der Bau wurde 1944 fertiggestellt. 1991 erhielt die Adventskirche eine Turmuhr, die ebenfalls von dem Architekten Erik Møller entworfen wurde. Im Jahr 2009 entwarf die Architektengruppe Regnbuen einen einstöckigen Anbau von 312 m{\displaystyle ^{2}} und einen 24 m{\displaystyle ^{2}} großen Fahrrad- und Abfallschuppen.

## Beschreibung
Die Fassade der Kirche zeigt an den fensterlosen Längsseiten ein Rautenmuster aus hell- und dunkelroten Ziegeln, wobei die helleren Steine die Ränder der Rauten bilden. An der Südseite befindet sich der Eingang, ein breites Flachbogenportal, das von kleinen kreuzförmigen Oberlichtern umgeben ist. Der H-förmige Turm als offener Glockenturm ist weiß getüncht und asymmetrisch zum Kirchengebäude angeordnet. Der ebenfalls weiß getünchte Chor hat einen offenen Dachstuhl mit weiß gestrichenen Holzbalken. Schiff und Chor sind zu einem großen, fast quadratischen Raum zusammengefasst. An der Westseite befinden sich zwei große verglaste Fenster. An der Ostseite des Raumes befindet sich eine Faltwand, die eine Verbindung zum angrenzenden Gemeindesaal herstellt. Dadurch können die 285 Sitzplätze auf bis zu 500 erweitert werden.

### Inventar
Der Altartisch an der Nordseite besteht aus hellem Kalkstein und erhebt sich zwei Stufen über den Fliesenboden davor, als Altarornament dient zum Teil eine große Holzkreuz aus unbehandelter Eiche an der Wand, teils zwei flankierende Gemälde von Elle-Mie Ejdrup Hansen aus dem Jahr 2000. Die Kanzel ist ebenfalls aus unbehandelter Eiche, das Taufbecken aus Faxe-Marmor. Große Teile des übrigen Inventars stammen aus dem Jahr 2004 von der Künstlerin Susanne Te-shu Chang, einschließlich der Kanzel, Reliefs und Kreuzen. Die Orgel mit 22 Registern stammt aus dem Jahr 1957 und wurde von Theodor Frobenius erbaut.

## Pfarrer der Kirche
In den ersten beiden Jahren des Bestehens der Kirche hatte sie nur einen Pfarrer, aber 1942 wurde ein weiterer Pfarrer eingestellt und seitdem hat die Adventskirche zwei Pfarrer gleichzeitig beschäftigt.
- 1940–1951: Johs. Reich. Randskov
- 1942–1973: Aage Fredbo-Nielsen
- 1951–1970: Arne Vejborg
- 1970–1974: Svend Lytthans
- 1973–1981: Karl Erik Wienberg
- 1975–1979: Jakob Hvidt
- 1979–1983: Inge Marie J.
- 1981–1988: Sven Cristensen
- 1984–1996: Julia Bridgwater
- 1989–: Erik Meier Andersen
- 1996–2018: Lene Hjére Cstergaard
- 2019–: Camilla Diderichsen